# Yoda Mitsumasa
Mitsumasa Yoda (sinh ngày 7 tháng 8 năm 1977) là một cầu thủ bóng đá người Nhật Bản.

## Sự nghiệp câu lạc bộ
Mitsumasa Yoda đã từng chơi cho Montedio Yamagata và Thespa Kusatsu.